# Połock (stacja kolejowa)
Połock (biał. Полацк; ros. Полоцк) – stacja kolejowa w miejscowości Połock, w rejonie połockim, w obwodzie witebskim, na Białorusi. Węzeł linii do Witebska, Dyneburga, Mołodeczna i Newla.
Stacja została otwarta 24 maja?/5 czerwca 1866 na drodze żelaznej dynebursko-witebskiej, pomiędzy stacjami Barawucha i Goriany.